# Дом-музей Иосифа Бродского
Дом-музе́й Ио́сифа Бро́дского — литературно-мемориальный музей в деревне Норинская (Норенская) Архангельской области, где по приговору ленинградского суда по обвинению в тунеядстве поэт И. А. Бродский отбывал ссылку в 1964—1965 годах.

## История

### Путь в Норинскую
Показательный суд над обвиняемым в тунеядстве Иосифом Бродским состоялся 13 марта 1964 года в ленинградском клубе 15-го ремонтно-строительного управления (набережная реки Фонтанки, 22). На основании указа Президиума Верховного Совета СССР суд постановил:
«Бродского Иосифа Александровича … выселить из гор. Ленинграда в специально отведённую местность на срок 5 (пять) лет с обязательным привлечением к труду по месту поселения. Исполнение немедленное. Срок высылки исчислять с 13/2-64 г. Постановление обжалованию не подлежит».

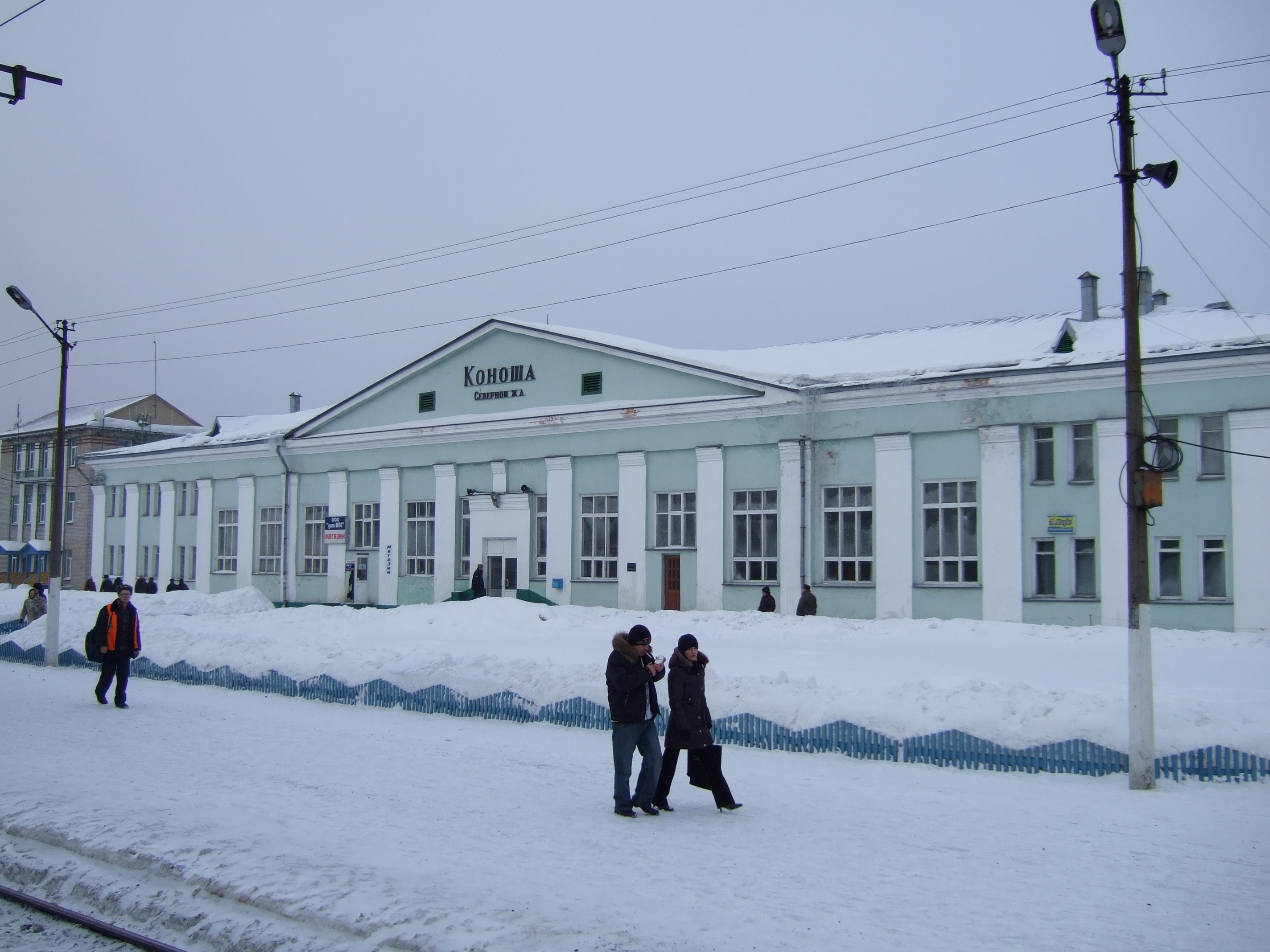
Вокзал на станции Коноша. 2009

22 марта осуждённого по этапу в тюремном вагоне отправили в Архангельскую область — куда везут, он не знал. В Коноше Бродского расконвоировали и послали искать работу в окрестных деревнях. По словам Бродского, название деревни понравилась ему схожестью с фамилией жены Евгения Рейна.
8 апреля 1964 года, согласно «Приказу № 15 по совхозу „Даниловский“ Архангельского треста „Скотооткорм“» Бродский был зачислен в бригаду № 3 в качестве рабочего с 10 апреля 1964 года.

### Жизнь в ссылке

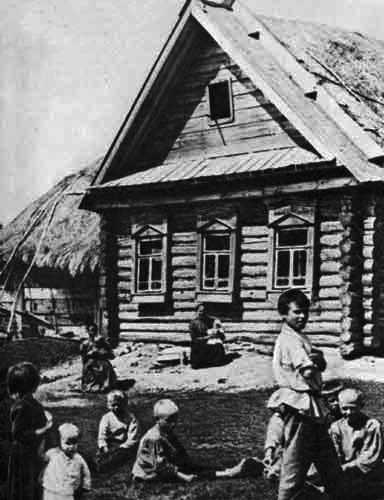
Деревня под Архангельском. 1896

В Норинской Бродский прожил около 18 месяцев — с начала апреля 1964 до 24 сентября 1965 года. Сначала поселился у телятницы Таисии (Анисьи) Ивановны Пестеревой, в доме, срубленном её прадедом в XIX веке. Из-за тесноты и холода (жить пришлось в маленькой прихожей, печку не топили) вскоре перебрался к другим Пестеревым — Константину Борисовичу и Афанасии Михайловне, снимая у них зимой летнюю, а летом — зимнюю избу. Дом находился на краю деревни, в те времена в ней было 36—40 изб, но жили только на 14 дворах. По воспоминаниям Т. И. Пестеревой, перебравшись на постой в другой дом, Бродский «перво-наперво посадил перед избой черёмуху — из лесу принёс».
Жилище и быт Бродского описаны в воспоминаниях А. П. Бабёнышева: «Это был деревянный квадратный бревенчатый сруб, какие строят испокон веку по всей России, из брёвен длиной 3,5—4 метра, то есть общей площадью 12—15 квадратных метров. Крошечное окошко из тех, что когда-то заделывали слюдой, тоже было типично для северных мест. <…> Здесь я впервые увидел оригинальный метод борьбы с клопами: стены, потолок и отчасти даже пол были плотно обклеены старыми газетами. <…> Мебели в городском понимании этого слова не было. Слева от окна прибитый к стене дощатый стол с керосиновой лампой, пишущей машинкой, чернильницей в стиле барокко… — подарок Ахматовой. Над столом — полка с книгами, над ней в анфас развернут небольшого формата альбомчик с репродукциями Джотто. Топчан с соломенным матрацем, лавка с ведром для воды — вот и вся незамысловатая обстановка. <…> Конечно, не было газа, водопровода, электричества, тёплого туалета <…> не было даже уборной-скворешни во дворе, придуманной стыдливыми горожанами. Но были четыре стены, крыша и дверь, закрыв которую можно было отгородиться от всего мира, думать, сочинять, быть наедине с собой».
В деревне Бродскому привелось попробовать себя в качестве бондаря, кровельщика, возницы, а также трелевать брёвна, заготавливать жерди для изгородей, пасти телят, разгребать навоз, выкорчевывать камни с полей, лопатить зерно, заниматься сельскохозяйственными работами. С июня 1965 года Бродский работал разъездным фотографом в Коношском доме быта. Дважды в неделю должен был отмечаться в отделении милиции в Коноше, один-два раза в месяц к нему приезжали из отделения с обыском.
А. Буров — тракторист — и я,

сельскохозяйственный рабочий Бродский,

мы сеяли озимые — шесть га.

Я созерцал лесистые края

и небо с реактивною полоской,

и мой сапог касался рычага.
По оценкам жителей Норинской, работа у Бродского не спорилась. Таисия Пестерева рассказывала: «Послал его бригадир жердья для огорожки секти. Топор ему навострил. А он секти-то не умеет — задыхается и все ладоши в волдырях. Дак бригадир… стал Иосифа на лёгкую работу ставить. Вот зерно лопатил на гумне со старухами, телят пас, дак в малинник усядется, и пока не наестся, не вылезет из малинника». Работник почты Мария Жданова вспоминала: «Стоит у меня на почте, опершись на стойку, смотрит в окно и говорит в таком духе, что о нём ещё заговорят. Я тогда ещё подумала грешным делом: кто же о тебе заговорит, о тунеядце? Запомнились те слова от сомнения — кому ты, больной и ни к чему не гожий, нужен и где о тебе говорить-то будут».
В архивном отделе администрации МО «Коношский муниципальный район» хранится «Приказ № 18 по совхозу „Даниловский“ Архангельского треста „Скотооткорм“» от 22 марта 1965 года: «За допущенные неоднократно прогулы в 1964 и в 1 квартале 1965 года: январь — 10 дней, феврале — 1, 2, 3, 5, 6, 19, 24, 25 всего 8 дней и 19 марта рабочему совхоза отделения № 3 Бродскому Иосифу Александровичу объявить — выговор. Предупредить в последний раз тов. Бродского Иосифа Александровича, что если ещё раз с его стороны будут прогулы без уважительных причин к нему будут приняты более строгие меры взыскания вплоть до увольнения из совхоза без каких-то предупреждений».
«Деревня, затерянная в болотах», её обитатели, дом и его хозяева увековечены в стихотворениях Бродского и сделанных им фотографиях. В августе-сентябре 1965 года в коношской районной газете «Призыв» опубликованы два его стихотворения — «Тракторы на рассвете» и «Обоз».
В Норинской Бродского навещали родители Александр Иванович и Мария Моисеевна, возлюбленная М. Басманова, друзья — Е. Греф, В. Гиндлис, М. Мейлах, Ю. Живова, А. Бабёнышев, Г. Гинзбург, А. Найман, Е. Рейн, И. Ефимов, Я. Гордин, К. Азадовский. Привозили книги, сигареты, продукты, тёплые вещи, деньги. Освободившись из ссылки, Бродский увёз с собой в Ленинград больше 100 килограммов книг.
За освобождение поэта боролась советская и мировая общественность. Судебная коллегия по уголовным делам Верховного суда РСФСР определением от 4 сентября 1965 года сократила срок ссылки до полутора лет (реально отбытого срока). По ошибке документ отправлен вместо Архангельской области в Ленинградскую и официально Бродский был освобождён 23 сентября.

### Роль ссылки в жизни и творчестве
Спустя годы Бродский говорил: 
«…эта деревня дала мне нечто, за что я всегда буду благодарен КГБ, поскольку, когда в шесть часов утра идёшь по полю на работу, и встаёт солнце, и на дворе зима, осень или весна, начинаешь понимать, что в то же самое время половина жителей моей страны, половина народа делает то же самое. И это даёт прекрасное ощущение связи с народом. <…> Для меня это был огромный опыт, который в какой-то мере спас меня от судьбы городского парня».
«Животворное действие земли, всего произрастающего, лошадей и деревенского труда» отмечал в стихотворениях ссыльного периода Бродского А. И. Солженицын, полагавший, что «поживи Бродский в ссылке подольше — та составляющая в его развитии могла бы существенно продлиться».
В Норинской Бродский погрузился в изучение англо-американской поэзии, вчитывался в произведения Джона Донна, У.-Х. Одена, Р. Фроста, Ш. Хини, поэтические антологии на языке оригинала, занимался переводами. Там им написаны стихотворения, впоследствии вошедшие в сборник «Остановка в пустыне»: «К Северному краю», «Дом тучами придавлен до земли…», «Колыбельная», «Песня», «В деревне Бог живёт не по углам…», «Народ» и другие. Исследователь Бродского Лев Лосев говорит об отпечатке, который этот период наложил на его творчество: «Бродский уехал в ссылку одним поэтом, а вернулся, менее чем через два года, другим», и отмечает, что именно в ссылке «Бродский, кроме — или прежде — всего прочего, продумал основы поэтического искусства».
По определению Л. Лосева, в Норинской «Бродский однажды пережил то, что в религиозно-мистической практике называется моментом озарения», биограф писателя указывает, что Ахматова сравнила этот опыт «с кризисом, пережитым Достоевским в „мёртвом доме“».
В 1986 году, в Нью-Йорке, вспоминая о жизни в Норинской, Бродский сказал:
«…это был, как я сейчас вспоминаю, один из лучших периодов в моей жизни. Бывали и не хуже, но лучше — пожалуй, не было».

## Память
Баба Настя, поди, померла, 

и Пестерев жив едва ли,

а как жив, то пьяный сидит в подвале,

либо ладит из спинки нашей кровати что-то,

говорят, калитку, не то ворота.
В Архангельской области чтут память о ссыльных временах Бродского — в Коноше проводятся конференции, публикуются исследования местных краеведов. На доме Таисии Ивановны Пестеревой, ставшем первым норинским пристанищем поэта, установлена памятная табличка, есть памятный знак и на вокзальном здании железнодорожной станции «Коноша-1». В 2004 году Коношской центральной районной библиотеке присвоено имя Бродского, ежегодно 24 мая проводятся дни его памяти.
К началу 2000-х годов дом Константина Борисовича и Афанасии Михайловны Пестеревых, где Бродский жил большую часть ссылки, находился в заброшенном состоянии. Почитатели поэзии Бродского из Архангельской области, Санкт-Петербурга и Москвы объединили усилия по созданию в нём музея. В 2012 году с помощью меценатов дом был выкуплен у наследников Пестеревых. В июле 2014 года начались реставрационные работы. Разрушавшийся сруб пришлось разобрать. Похожая изба того же времени постройки была приобретена в Никольском районе Вологодской области и сложена заново на историческом месте. К концу года в доме завершились ремонтные работы.
Обстановка дома воссоздана по архивным фотографиям и воспоминаниям очевидцев. При разборе старого дома в подвале обнаружилась хозяйская мебель — стул, стол, диван, железная кровать. Нашлась керосиновая лампа, при свете которой работал Бродский, фотобачок, в котором он проявлял плёнки, фанерная крышка от посылки, отправленной ему отцом из Ленинграда. Интерьеры дополнены аутентичными предметами деревенского быта эпохи.
Музей открылся 8 апреля 2015, в день годовщины приёма на работу в местный совхоз и год 75-летия со дня рождения поэта, и стал первым в мире домом-музеем Иосифа Бродского.
22 мая 2015 года, к 75-летнему юбилею со дня рождения поэта, выпущены почтовая марка «И. А. Бродский (1940—1996), поэт» и конверт с изображением Дома-музея в Норинской.

## Комментарии
1. ↑  Галина Михайловна Наринская, впоследствии жена А. Г. Наймана[6].
2. ↑  Даты указаны по «Хронологии жизни и творчества И. А. Бродского» (сост. В. П. Полухиной при участии Л. В. Лосева)[7].
3. ↑  Пестерев — распространённая в Норинской фамилия[9]. Разные источники указывают срок проживания у Т. И. Пестеревой от нескольких дней до нескольких месяцев.
4. ↑  «Тракторы просыпаются с петухами…» // Призыв. — 1965. — 14 августа; под рубрикой «Слово местным поэтам».
5. ↑  «Скрип телег тем сильней…» // Призыв. — 1965. — 4 сентября; под названием «Осеннее».
6. ↑  Перечень см. в книге Л. В. Лосева[7].
7. ↑  А. М. и К. Б. Пестеревы скончались в 1980 году[8].